# マーカス・ミラー
マーカス・ミラー（Marcus Miller、1959年6月14日 - ）は、アメリカのベーシスト、音楽プロデューサー、作曲家、編曲家である。ジャズ・フュージョン界にて活躍している。

## 来歴
1959年、ニューヨークに生まれる。父親のいとこであるジャズピアニストのウィントン・ケリーや教会でオルガン奏者を務めていた父親の影響で、幼少時代からクラリネットを手にし、ジャズやクラシック音楽に没頭する。
13歳の時、TVでジャクソン・ファイブを見たことがきっかけでポップスやＲ＆Ｂの世界へ関心を抱き、またメンバーであるジャーメイン・ジャクソンの影響を受け、エレクトリックベースを手にし、当時音楽シーンを席巻していた ベーシスト達、スタンリー・クラーク、ラリー・グラハム、ジャコ・パストリアス、ジェームス・ジェマーソンらの演奏をコピーしながら演奏技術を磨いた。
15歳で読譜力をかわれ、プロ・ミュージシャンとしての活動を始める。 1979年にはスタジオ・ミュージシャンとして活躍するようになり、グローヴァー・ワシントン・ジュニアの「ワインライト」、ドナルド・フェイゲンの「ナイトフライ」、ブレッカー・ブラザーズの「Detente」、渡辺香津美の「TO CHI KA」、
渡辺貞夫の「オレンジ・エクスプレス」など話題作に参加し、1981年、マイルス・デイヴィスのアルバム『ザ・マン・ウィズ・ザ・ホーン』にベーシストとして抜擢され、ワールドツアーにも参加、マイルスの復帰をサポートし、世界的にも注目を浴びた。
一方で、プロデュースを担当したデビッド・サンボーンの「Voyeur」、ルーサー・ヴァンドロスの「Never Too Much」が好セールスと共にグラミー賞を受賞。プロデューサーとしての実力を世に知らしめる一方で、1986年 に
はプロデュース、楽曲提供、演奏など全面的なバックアップを行ったマイルス・デイヴィスの「TUTU」が大ヒットと共に1987年のグラミー賞・最優秀ジャズ・インストゥメンタル・パフォーマンス・ソロ部門を受賞し、一躍、世界的な名声を獲得した。
以降も自身でのグループの活動の傍ら、マイケル・ジャクソン、マライア・キャリー、ビヨンセらの世界的なスターのレコーディングへの参加や、エリック・クラプトンらと結成した「レジェンズ」、ヴィクター・ウッテン、スタンリー・クラークと組んだSMVなどの活動に加え、1988年からNBCで放送された「ナイト・ミュージック」（英語題は「Sunday Night」）での音楽監督や映画のサウンドトラックの制作など多彩な活動を続け、2002年には自身のソロ作「M2 パワー・アンド・グレイス」でグラミー賞を受賞、2012年からはその充実した活動を評価されユネスコの音楽平和大使を務めている。

## 機材、ベース

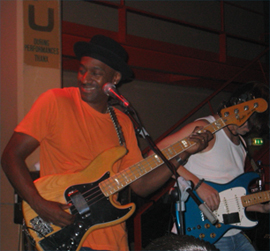
マーカス・ミラーと愛用の1977年製フェンダージャズベース

エレキベース
1977年製のフェンダー・ジャズベースを愛用している。メイプル指板とネックにアッシュのボディという仕様にロジャー・サドウスキーにより、アクティブ回路が搭載されており、ボディ本体の大半を覆うような黒いピックガードが特徴的である。ベース単体でトレブル・ベースのトーン調整が可能であり、音作りの幅広さに加えて、明瞭な低音と高音の両方が出せるサウンドはNYCサウンドと呼ばれ、他のベーシスト達に大きな影響を与えた。日本のATELIER Z ギターワークスはこの組み合わせを発展させたベースを開発、製造している。
近年のライブでは、ツアーなどでの状況を踏まえて、同年代のモデルを同じ仕様に改造したものやモニターとして契約したSire Guitarsの「マーカス・ミラー・モデル」のベースを使用している。
メインベースのほかにライブやレコーディングではフェンダー・ジャズベースやミュージックマンのフレットレス、フォデラ、サドウスキーなどの5弦を使用する。また、アコースティック・ベースやダブル・ベースも使用することもある。
アンプ
1990年代前半はSWRのレッドヘッドやゴライアスがトレードマークであり、ベースアンプにツイータを搭載するスタイルを浸透させた。クリーンサウンドからファットサウンドへの指向の変遷からEBSを使用するようになり、現在の410スピーカキャビを使用するシステムに至っている。2018年にMark Bassとエンドースメント契約を締結、マーカス・ミラーモデルのアンプを発売した。
エフェクター
各時期により変遷があるが、近年ではEBSのコンパクト（オーバードライブ、コンプレッサー、オクターバー、オートワウ、コーラス、リバーブ）を基本として、ファズ、ワウペダルなどを加えたフットペダル系で構成されている。
弦
基本的にDR社製の“マーカス・ミラー・シグネチュア”モデルを使用。2015年からJim Dunlopと契約、シグネチュアモデルの弦が登場した。
DI
ディメター(Demeter)社製のVTDB-2B(チューブ・ダイレクト)を使用している。同機は真空管に「12AX7」を使用するダイレクトボックスで、レコーディングではベースアンプが使用されることは少なく、ベースからDIを通してミキシングコンソールにインプットすることが多いと言われている。

## TV出演
- 「サタデー・ナイト・ライブ」（1979,1981）
- 「ナイト・ミュージック」（英語題は「Sunday Night」1988‐1989、日本ではwowowにて放送。）音楽監督、演奏

## ディスコグラフィ

### リーダー・アルバム
- 『サドゥンリー』 - Suddenly（1982年録音）(Warner Bros.) 1983年
- 『パーフェクト・ガイ』 - Marcus Miller（1983年10月～録音）(Warner Bros.) 1984年
- 『ザ・キング・イズ・ゴーン』 - The Sun Don't Lie (Dreyfus Jazz) 1993年
- 『テイルズ』 - Tales (Dreyfus Jazz) 1995年
- 『ライヴ・アンド・モア』 - Live & More（1996年録音）(GRP) 1997年
- 『M²〜パワー・アンド・グレイス』 - M² (Telarc) 2001年
- 『（オフィシャル・ブートレッグ）ライヴ〜ジ・オーゼル・テープス』 - The Ozell Tapes Live: The Official Bootleg (Telarc) 2002年
- 『シルヴァー・レイン』 - Silver Rain (Koch) 2005年
- Master Of All Trades  (Dreyfus Jazz) 2005年（DVD 2枚組）
- 『フリー』 - Free (3 Deuces) 2007年。
アメリカ版：Marcus（Concord) 2008年。
- Panther - Live (Jazz Door) 2008年（ライヴ）
- The Other Tapes (Dreyfus Jazz) 2008年
- 『ナイト・イン・モンテカルロ』 - A Night in Monte Carlo（Dreyfus Jazz) 2010年（ライヴ）
- 『トリビュート・トゥ・マイルス・デイヴィス』 - Tutu Revisited - Live 2010 (Dreyfus Jazz) 2011年（ライヴ。CD 2枚組。）
- 『ルネッサンス』 - Renaissance (Dreyfus Jazz) 2012年
- Live in Lugano - July 2008 (Immortal) 2012年（ライヴ。DVDビデオ。）
- 『アフロディジア』 - Afrodeezia (Victor) 2015年
- 『レイド・ブラック』 - Laid Black (Blue Note) 2018年

### コンピレーション・アルバム
- 『ザ・ベスト・オブ・マーカス・ミラー』 - The Best of Marcus Miller（Victor) 1998年
- Power: The Essential Marcus Miller (Dreyfus Jazz) 2006年
- 『アナザー・サイド・オブ・ミー：セレクションズ・オブ・マーカス・ミラー』 - Another Side of Me (Victor) 2006年
- Original Album Classics (Dreyfus Jazz) 2009年（CD 5枚組）

### ジャマイカ・ボーイズ
- 『ジャマイカ・ボーイズ』 - The Jamaica Boys（Warner Bros.) 1987年
- 『J-BOYS』 - The Jamaica Boys II: J. Boys（Warner Bros.) 1989年

### SMV
- 『サンダー』 - Thunder (Heads Up) 2008年